# Jonang

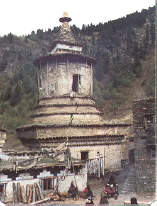
Typischer Jonang-Chörten, hier im Kloster Bangtuo Si in Amdo

Jonangpa (tib.: jo nang) bezeichnet eine Unterschule der Sakya-Tradition des tibetischen Buddhismus (Vajrayana), die sich in hohem Maße – nicht zuletzt auch aus politisch-historischen Gründen – eher wie ein völlig eigenständiger Orden entwickelt hat. Die Sakya-Tradition gehört zu den vier großen buddhistischen Traditionen (Nyingma, Kagyü, Sakya und Gelug) in Tibet.

## Entstehung und Lehren

Namchuwangden, Kalachakra-Symbol

Die Jonangpa-Kalachakra-Übertragungslinie geht auf Yumo Mikyö Dorje (tib.: yu mo mi bskyod rdo rje, 11. Jahrhundert) einem hochverwirklichten Siddha und Kalachakra-Meister zurück. Sein Sohn und Hauptschüler Dharmeshvara führte die Linie fort. Später (1294) gründete Künpang Thugje Tsöndrü (tib.: kun spangs thugs rje brtson 'grus; 1243–1313), ein Nachfahre der Yumo-Linie das Jonang-Kloster, das zu einem Hauptzentrum für Kalachakra wurde. Künpang Thugje Tsöndrüs Schüler namens Dölpopa Sherab Gyeltshen (Dölpopa; 1292–1361) konstituierte die Jonangpa-Tradition mit dem Niedergang des politischen Einflusses der Sakya-Schule im 14. Jahrhundert zu einer eigenständigen Schule. Er verfasste die bekannte Schrift "Ozean der klaren Bedeutung" und eine Schrift zum Shentong (tib.: gzhan stong), einer Lehre zur Leerheit (Shunyata). Dolpopa war für seine Verwirklichung und Gelehrsamkeit bekannt und versammelte über 1000 Schüler, die seine Lehren praktizierten. Einer seiner Schüler lehrte Tsongkhapa, dem Begründer der Gelug-Schule die verschiedenen Aspekte des Kalachakra-Tantra. Die Jonang-Schule wurde von Jonang Chogle Namgyel (tib.: jo nang phyogs las rnam rgyal; 1306–1386), einem Schüler Dolpopas weitergeführt. Der weithin bekannte Meister Jonang Taranatha (1575–1634) verfasste ein wichtiges Grundlagenwerk über die Geschichte des Buddhismus in Indien und ein einzigartiges Werk zu den "fünf Lehren des Maitreya".

## Niedergang der Schule
Die Jonang-Schule unterschied sich aber in ihren Lehren von den anderen Schulen des tibetischen Buddhismus, da sie den Begriff der Leerheit anders interpretierte. Sie existierte in Tibet in Form klösterlicher Gemeinschaften bis in das 17. Jahrhundert hinein, als der fünfte Dalai Lama Ngawang Lobsang Gyatsho die Schule wegen ihrer abweichenden Sichtweise als häretisch verbieten ließ. Möglicherweise spielten bei diesen Geschehnissen aber auch politische und religionspolitische Beweggründe eine Rolle. Er wandelte die Klöster der Jonangpa in den Zentralprovinzen in Gelugpa-Klöster um.
Einige wenige Jonangklöster in den Ostprovinzen blieben von diesem Eingriff verschont, da sie außerhalb des Machtbereichs der Gelugpa-Administration von Lhasa lagen. Insbesondere im südlichen Amdo und nördlichen Gyarong – in den heutigen Kreisen Dzamthang, Ngawa (Sichuan) und Pema (Qinghai) überdauerte die Tradition bis in die heutige Zeit und konnte ihre Präsenz bis auf 40 Klöster in dieser Region ausweiten. Sie setzen die Tradition der Kalachakra-Praxis fort.